# Caulerpa brachypus
Caulerpa brachypus (zu Deutsch Kleine Kriechsprossalge oder Meeressenf) ist eine Grünalgenart der Gattung Caulerpa. Zuerst beschrieben wurde sie 1860 von dem  irischen Botaniker William Henry Harvey, nachdem er sie während  der North Pacific Exploring and Surveying Expedition von 1853 bis 1856 mitgenommen hatte. Die Alge ist im Indopazifik heimisch, mittlerweile aber auch in anderen tropischen bis subtropischen Meeren zu finden. In den Vereinigten Staaten, Martinique und Neuseeland gilt sie als invasiv.

## Beschreibung
Caulerpa brachypus ist eine grüne Makroalge. Sie besteht aus einer Struktur aus Rhizoiden und einem kriechenden Stolon. Wie die anderen Arten der Familie besteht die gesamte Pflanze aus einer einzigen Zelle, die jedoch zahlreiche Zellkerne besitzt (Syncytium). Aus dem kriechenden Stolon gehen aufrechte, wedelförmige Auswüchse hervor, die 4–10 Mal höher als breit und oben abgerundet sind. Die Ränder sind fein bis grob gezähnt, was zur englischen Bezeichnung Sawteath Algae (deutsch: Sägezahnalge) geführt hat. Nahe des Stolons bilden sich oft Verzweigungen der Wedel. Populationen von Caulerpa brachypus können sich in der Wuchsform stark unterscheiden, was die Bestimmung erschwert. Caulerpa brachypus wurde unter dem Synonym Caulerpa anceps im Jahr 1873 von Harvey nochmals beschrieben.

## Verbreitung
Caulerpa brachypus ist im Indopazifik heimisch. Dazu zählt Ost-Afrika, Indien, Südost-Asien und West-Australien Typusfundort ist Tanegashima, Japan.
Im Südosten Floridas breitet sich Caulerpa brachypus invasiv aus. In Neuseeland bereitet die Alge ebenfalls Problem und dominiert dort die Unterwasserwelt. In den Vereinigten Staaten, Martinique und Neuseeland gilt sie als invasiv.

## Ökologie
Es ist wahrscheinlich, das die sexuelle Vermehrung ähnlich ist, wie bei anderen Arten ihrer Gattung. Allerdings ist die asexuelle Vermehrung die häufigere Form, indem Teile der Alge abbrechen und an einer anderen Stelle wieder festwachsen. Caulerpa brachypus verträgt kein starkes Licht und wächst hauptsächlich in schattigen Zonen oder tiefem Wasser (25m-47m). In trübem Wasser kommt sie auch in flacheren Zonen vor.